# Gerritjan Eggenkamp
Gerritjan Eggenkamp, född den 14 november 1975 i Leiden i Nederländerna, är en nederländsk roddare.
Han tog OS-silver i åtta med styrman i samband med de olympiska roddtävlingarna 2004 i Aten.